# Badge
 For alternative betydninger, se Badge (flertydig). (Se også artikler, som begynder med Badge)
En badge er et mærke med en reklame, et budskab eller en vittighed, som kan sættes fast på f.eks. tøj og tasker. Badges er som oftest lavet af metal med en sikkerhedsnål på bagsiden.
Salg af badges har, ud over udbredelsen af budskabet, haft økonomisk betydning for mange organisationer.
Badges findes i forskellige størrelser, og de er almindeligvis runde eller firkantede, men kan også antage andre faconer. Nogle badges sidder fast med en magnet på bagsiden i stedet for en nål.
Personalet i mange butikker bærer en badge på tøjet med deres navn og jobfunktion.
Badges bruges efterhånden som et reklamemedie på lige fod med de mere traditionelle reklamemedier. Badges er en nye måde at lave viral marketing uden om internettet. Med badges som viral marketing, får man folk til at fortælle virksomhedens historie for sig ansigt til ansigt.
| Kultur | Spire Denne artikel om kultur er en spire som bør udbygges. Du er velkommen til at hjælpe Wikipedia ved at udvide den. |